# Tenofovir disoproxil
Tenofovir disoproxil is een geneesmiddel dat gebruikt wordt voor de behandeling van hiv (als onderdeel van HAART) en hepatitis B. Binnen de antiretrovirale middelen behoort Tenofovir tot de klasse van nucleotide-analoge reversetranscriptaseremmers. Tenofovir disoproxil is een prodrug van het eigenlijke Tenofovir, en wordt toegediend in de vorm van een fumaraat.
Het middel wordt vaak kortweg Tenofovir genoemd, maar is ook bekend onder de afkorting TDF (van Tenofovir disoproxil fumaraat). De laatste naam onderscheidt het van de nieuwere prodrug Tenofovir alafenamide, ofwel TAF.
De stof is opgenomen in de lijst van essentiële geneesmiddelen van de WHO.

## Toedieningsvormen
Tenofovir disoproxil is verkrijgbaar in tabletvorm (150, 200, 250 en 300 mg) en als oraal poeder (40 mg per g). Daarnaast maakt het deel uit van een aantal combinatiepreparaten:
- Tenofovir disoproxil/emtricitabine (Truvada)
- Emtricitabine/tenofovir disoproxil/efavirenz (Atripla)
- Emtricitabine/rilpivirine/tenofovir disoproxil (Eviplera, Complera)
- Elvitegravir/cobicistat/emtricitabine/tenofovir disoproxil (Stribild)

De patenthouder van Tenofovir disoproxil is Gilead Sciences, die het middel op de markt brengt als Viread en in de bovengenoemde combinatiepreparaten. Voor de Indiase markt produceert Dr. Reddy's Laboratories bovendien een generieke variant van Tenofovir disoproxil onder de merknaam Reviro.

## Geschiedenis
Tenofovir werd oorspronkelijk gesynthetiseerd door Antonín Holý, verbonden aan het Instituut voor Organische Chemie en Biochemie (IOCB) van de Tsjechische Acadmie van Wetenschappen. In het patent dat Holý in 1985 aanvroeg wordt met geen woord gerept over het gebruik van het middel voor de behandeling van hiv, dat pas twee jaar eerder was ontdekt. De enige antivirale werking die het middel op dat moment werd toegeschreven betreft de behandeling van herpes simplex.
In 1993 beschreven Erik De Clercq en andere onderzoekers van het Rega Institute for Medical Research (Katholieke Universiteit Leuven) de hiv-remmende werking van Tenofovir in celcultuur. Niet lang daarna werd in samenwerking met het farmaceutische bedrijf Gilead Sciences een programma opgezet om tenofovir als potentieel middel voor de behandeling van hiv nader te onderzoeken. In 1997 toonden onderzoekers van Gilead en de Universiteit van Californië - San Francisco aan dat Tenofovir een hiv-remmende werking in mensen heeft bij toediening door middel van subcutane injectie.
De vorm van tenofovir die in de beschreven studies werd gebruikt had slechts beperkte toepassingsmogelijkheden omdat het niet werd opgenomen bij orale toediening. Hierop ontwikkelde Gilead een aangepaste versie van het middel, tenofovir disoproxil fumaraat (TDF).
TDF werd in oktober 2001 goedgekeurd door de FDA voor gebruik als hiv-remmer in de Verenigde Staten. Goedkeuring door het Europees Geneesmiddelenbureau volgde in februari 2002. Sinds 2008 mag het middel ook worden ingezet voor de behandeling van chronische hepatitis B.

## Bijwerkingen
De meest voorkomende bijwerkingen van TDF zijn diarree, braken, misselijkheid, duizeligheid, uitslag en zich zwak voelen. Het middel kan bovendien nierfalen veroorzaken.